# Parc naturel de Wel
Le parc naturel de Wel (en polonais: Welski Park Krajobrazowy), est un parc naturel situé en Pologne, couvrant 204,2 km2.